# Турсунов, Эркин Турсунович
Эркин Турсунович Турсунов (узб. Erkin Tursunovich Tursunov; 13 апреля 1941, Сары-Агач, Сарыагачский район, Южно-Казахстанская область, Казахская ССР, СССР — 24 апреля 2010, Ташкент, Узбекистан) — советский узбекский государственный и партийный деятель.

## Биография
Родился 13 апреля 1941 года в городе Сарыагач. Член КПСС с 1966 года.
С 1962 года — на хозяйственной, общественной и политической работе. В 1962—1995 гг. — мнс ВНИИ садоводства имени Шредера, главный специалист, начальник управления Министерства мелиорации и водного хозяйства, инструктор, заместитель заведующего отделом водного хозяйства ЦК КП Узбекистана, заместитель начальника «Главсредазирсовхозстроя», начальник управления «Каршистрой», заместитель начальника «Главсредазирсовхозстроя», постоянный представитель Совета Министров Узбекской ССР при Совете Министров СССР, начальник Главсредазриссовхозстроя, председатель Госкомитета водного хозяйства при СМ Узбекской ССР, первый секретарь Джизакского обкома КП Узбекистана.
Избирался депутатом Верховного Совета Узбекской ССР 10-го и 11-го созывов.
11 февраля 1992 года указом президента Узбекистана Ислама Каримова назначен хокимом Джизакской области. Он занимал должность хокима до 3 апреля 1993 года.
Умер в Ташкенте 24 апреля 2010.

## Семья
Супруга — Минавар Мансуровна Турсунова (Иминова). Дети — Равшан, Ёркин, Малика, Мадина, Жамиля.

## Награды
- Заслуженный ирригатор Республики Узбекистан
- Орден «Знак Почёта» (8 декабря 1973)
- Орден Дружбы Народов (1982)